# 7º Corpo corazzato delle guardie
Il 7º Corpo corazzato delle guardie (in russo 7-й гвардейский танковый корпус?, 7-j gvardejskij tankovyj korpus) fu una formazione dell'Armata Rossa che partecipò con un ruolo spesso decisivo a numerose grandi battaglie durante la campagna sul fronte orientale della seconda guerra mondiale, mostrando valore e combattività e allineando tra i suoi ranghi un gran numero di capaci ufficiali e soldati, premiati con la prestigiosa onorificenza di Eroe dell'Unione Sovietica.
L'unità corazzata era stata costituita nel maggio 1942 con la denominazione di 15º Corpo corazzato, comandata dall'esperto generale Vasilij Kopstov (tra i più preparati ufficiali delle truppe corazzate sovietiche); venne subito assegnata alla 3ª Armata corazzata con la quale sarebbe sempre rimasta durante il resto della guerra e con la quale avrebbe condiviso molte vittorie ed anche alcune sconfitte.
Dopo i fallimenti iniziali, il 15º Corpo corazzato si distinse per la prima volta nel gennaio 1943 travolgendo le linee tedesco-ungheresi e italiane sul fronte dell'alto Don e contribuendo alla grande vittoria dell'offensiva Ostrogožsk-Rossoš'. Dopo nuove vittorie e dopo aver liberato provvisoriamente Char'kov dopo aver sconfitto le truppe d'élite delle Waffen-SS, il corpo venne contrattaccato e praticamente distrutto dalle riserve tedesche del feldmaresciallo von Manstein. Dopo la ricostituzione, il 15º Corpo corazzato, inquadrato sempre nella 3ª Armata corazzata, avrebbe iniziato nell'estate 1943 la sua lunga serie di vittorie partecipando all'offensiva di Orël, e per i risultati conseguiti il 26 luglio Stalin e lo Stavka lo premiarono ridenominandolo 7º Corpo corazzato delle guardie.
Per il resto della guerra il 7º Corpo corazzato delle guardie fu spesso l'elemento di punta delle numerose e audaci offensive della 3ª Armata corazzata del generale Pavel Rybalko, ottenendo una serie di vittorie e liberando in particolare le grandi città di Kiev e Leopoli, fino a partecipare alla battaglia di Berlino (la formazione corazzata penetrò nel settore meridionale della città), e a coronare la sua avanzata per migliaia di chilometri entrando a Praga il 9 maggio 1945.
Dopo la vittoria venne trasformato in 7ª Divisione corazzata delle guardie e rimase schierato in Repubblica Democratica Tedesca, costituendo nel lungo periodo della Guerra fredda una delle unità di punta dell'Armata Rossa pronta a passare all'offensiva in caso di conflitto con la NATO.

## Storia

### Il 15º Corpo corazzato tra vittorie e sconfitte
Nel maggio 1942, nel quadro della faticosa ricostruzione delle forze corazzate e meccanizzate dell'Armata Rossa dopo la catastrofe del 1941, venne costituito anche nel Distretto Militare di Mosca il 15º Corpo corazzato, inizialmente equipaggiato di carri moderni T-34 e di poco utili carri leggeri T-60. Il corpo corazzato venne immediatamente assegnato alla nuova 3ª Armata corazzata, organizzata sempre a maggio nella regione militare centrale a partire dal quartier generale della 58ª Armata; al comando della formazione venne posto il maggior generale Vasilij Kopstov, già onorato del titolo di Eroe dell'Unione Sovietica per il suo comportamento in Estremo Oriente contro i giapponesi a Khalkhin Gol e considerato ufficiale preparato e molto combattivo.

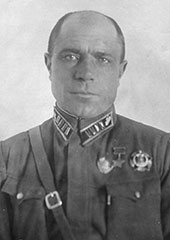
Il generale Vasilij Kopstov, primo comandante del 15º Corpo corazzato, caduto in combattimento durante la Terza battaglia di Char'kov.

Il primo impiego del corpo non fu molto fortunato: insieme al resto delle formazioni della 3ª Armata corazzata venne impiegato in una serie di mal congegnate e costose offensive frontali contro le difese preparate tedesche nel settore di Kozelsk e subì pesanti perdite senza ottenere alcun risultato di rilievo. Dopo queste dolorose esperienze iniziali il comando sovietico procedette ad una profonda revisione delle tattiche delle forze corazzate in vista della prevista offensiva invernale e le forze della 3ª Armata corazzata, tra cui il 15º Corpo corazzato, vennero addestrate e preparate per avanzate in profondità per penetrare i punti deboli del nemico e sconvolgerne di sorpresa le retrovie. Al suo rientro in campo nel gennaio 1943 il 15º Corpo, ora riequipaggiato e rafforzato con carri T-34 ultimo modello e carri T-70, avrebbe dimostrato sul campo i progressi effettuati e la sua nuova efficienza.

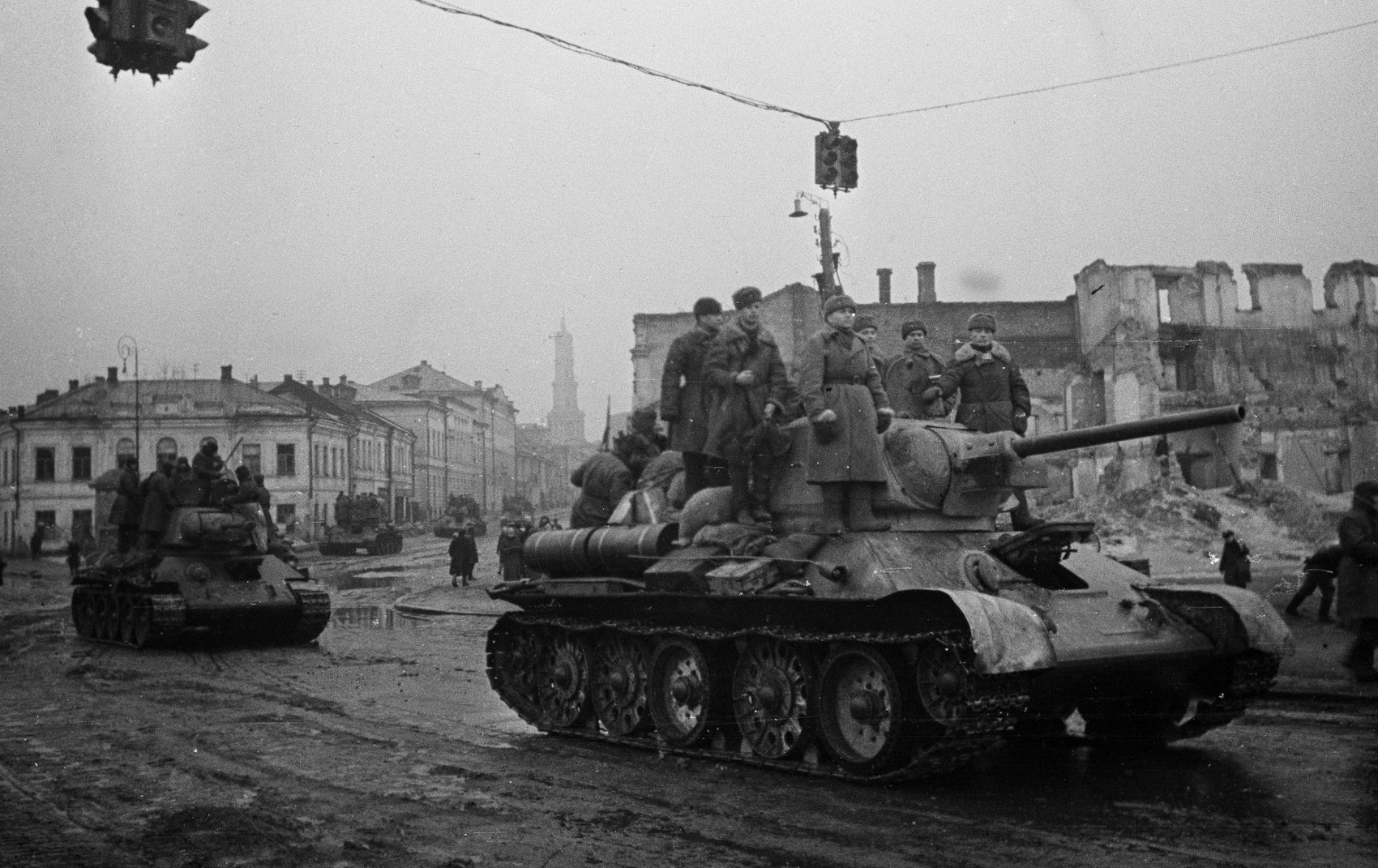
I carri armati del 15º Corpo carri entrano nel centro di Char'kov il 16 febbraio 1943 durante l'operazione Stella.

Il 14 gennaio 1943 la 3ª Armata corazzata, guidata dall'energico generale Pavel Rybalko, passava all'attacco nel settore dell'Alto Don, sferrando la poderosa Offensiva Ostrogorzk-Rossoš; il 15º Corpo corazzato, schierato sul fianco sinistro dell'armata, effettuò subito uno sfondamento in profondità delle deboli linee tedesco-ungheresi e nello spazio di pochissime ore i suoi carri armati travolsero a Žilino il quartier generale del 24º Panzerkops tedesco e chiusero ad Alekseevka una grande sacca in cui rimasero intrappolate il grosso delle forze ungheresi, tedesche e italiane (l'intero Corpo alpino) del settore.
Fu un clamoroso successo, completato in pochi giorni, che aprì un nuovo enorme varco nelle linee dell'Asse, già vacillanti in tutto il settore meridionale dopo la catastrofe di Stalingrado. I carristi del 15º Corpo corazzato mostrarono grande slancio offensivo e in collaborazione con l'altro Corpo corazzato della 3ª Armata corazzata (il 12º) sfruttarono audacemente in profondità il successo procedendo verso il Donec e la grande città di Char'kov. Pur se in parte indebolite dalle precedenti battaglie, le formazioni del corpo corazzato ottennero nuovi brillanti successi nella prima metà di febbraio 1943 e si avvicinarono alla città ucraina dopo duri scontri con le valenti formazioni tedesche delle Waffen-SS in afflusso nel settore.
Il 15º Corpo corazzato, guidato sempre dal generale Kopstov, attaccò nel settore meridionale della città e riuscì a sloggiare le forti unità SS della divisione "Das Reich", completando, insieme ad altre formazioni sovietiche provenienti da nord la liberazione di Char'kov il 15 febbraio. Fu apparentemente un clamoroso successo propagandistico e militare e, con il ripiegamento delle tenaci formazioni SS, sembrava indicare un prossimo crollo del fronte tedesco.
In realtà mentre il 15º Corpo corazzato, insieme al resto del 3ª Armata corazzata, ormai gravemente indebolito dall'incessante avanzata e ridotto a poche decine di mezzi corazzati, riceveva ordine di proseguire ancora verso Poltava, il feldmaresciallo von Manstein stava organizzando una grande controffensiva che, iniziata il 23 febbraio, mise in grave difficoltà le unità di testa sovietiche lanciate ancora in avanti. Dopo il crollo delle forze sovietiche esposte a ovest del Donec, il comando dell'Armata Rossa sperò di salvare la situazione richiamando a sud le formazioni della 3ª Armata corazzata per contrattaccare; in realtà l'armata era ormai troppo debole e non in grado di eseguire la missione, il 15º Corpo corazzato voltò quindi a sud ma venne rapidamente attaccato e aggirato dai panzer in avanzata verso nord-est.
Mentre una parte del 12º Corpo corazzato riuscì a sfuggire alla trappola, il 15º Corpo venne completamente accerchiato e dopo una disperata lotta difensiva venne praticamente distrutto entro il 5 marzo. Solo pochi superstiti scamparono, dopo aver perso tutto il materiale; nella furibonda mischia finale sarebbe caduto anche lo stesso comandante Kopstov, che si batté coraggiosamente fino all'ultimo, cadendo in prima linea nei pressi dello stesso comando del Corpo Waffen-SS tedesco.
La campagna dell'inverno 1943, iniziata con alcuni grandi successi si concludeva per il 15º Corpo e per tutta la 3ª Armata corazzata, con un disastro, ma il comando dell'Armata Rossa riconobbe il valore e il coraggio della formazione procedendo rapidamente a ricostituirla utilizzando il nucleo di esperti ufficiali e soldati protagonisti delle vittorie iniziali e superstiti dopo la Terza battaglia di Char'kov.

### Il 7º Corpo corazzato delle guardie da Kiev a Sandomierz
Nell'estate del 1943 la 3ª Armata corazzata, completamente riequipaggiata, comandata sempre dal generale Rybalko e costituita dal 12º e dal 15º Corpo corazzato, venne schierata nel settore del saliente di Orël per prendere parte, come forza di sfruttamento, alla prevista offensiva sovietica nel settore, da effettuare dopo aver respinto l'attacco tedesco a Kursk. Il 12 luglio ebbe quindi inizio l'Operazione Kutuzov, e nei giorni seguenti le formazioni corazzate sovietiche vennero lanciate all'offensiva: si trattò di una battaglia molto difficile e costosa di fronte alle abili tattiche difensive tedesche ed all'intervento delle riserve mobili della Wehrmacht; il 15º Corpo corazzato continuò i suoi sforzi per avanzare in profondità ma la marcia procedette con lentezza, con notevoli perdite e dopo alcuni contrasti tra i comandi superiori di Mosca e i generali sul campo.
Nonostante queste difficoltà, il 15º Corpo svolse i suoi compiti, e per la fine del mese di luglio i tedeschi erano ormai in ritirata e la città di Orël stava per essere liberata; in riconoscimento del tenace e logorante impegno nell'offensiva, Stalin e il comando sovietico decisero di ridenominare a titolo onorifico tutte le formazioni della 3ª Armata corazzata assegnando il titolo delle guardie; quindi il 15º Corpo corazzato assunse dal 26 luglio la denominazione di 7º Corpo corazzato delle guardie, mentre il 12º Corpo divenne il 6º Corpo corazzato delle guardie.

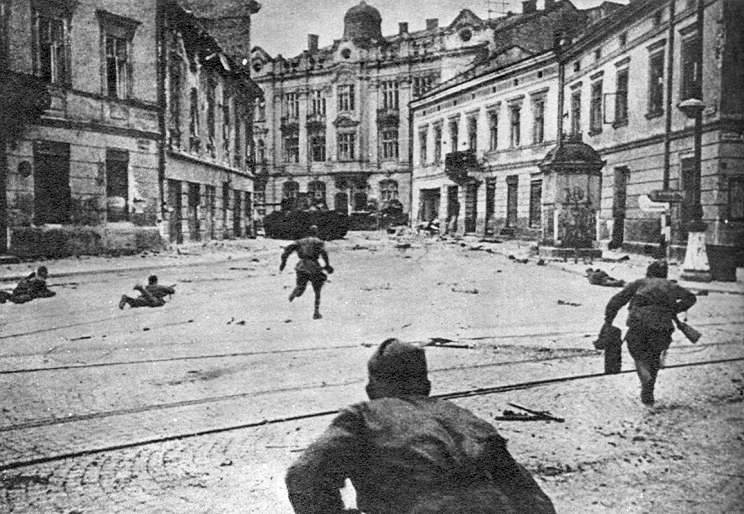
Truppe sovietiche all'attacco durante i combattimenti per liberare Leopoli. Il 7º Corpo corazzato delle guardie prese parte con grande distinzione all'offensiva del luglio 1944.

Nei mesi seguenti il 7º Corpo corazzato venne impiegato nei settori di Smolensk e Brjansk impegnato in continui e estenuanti scontri per continuare l'avanzata, mentre nell'ottobre 1943 finalmente l'intera 3ª Armata corazzato delle guardie venne trasferita sul fronte del Dniepr dove avrebbe avuto modo di mettersi in mostra ottenendo alcune grandi vittorie. Dopo un primo fallimento nella testa di ponte di Bukrin, il generale Rybalko riuscì a trasferire di sorpresa l'intera armata nella testa di ponte di Ljutež e a sferrare un potente attacco in direzione di Kiev.
La capitale ucraina venne raggiunta e conquistata d'assalto dalle formazioni sovietiche, tra cui il 7º Corpo corazzato, il 6 novembre 1943, mentre nelle settimane successive il corpo corazzato partecipò allo sfruttamento della vittoria procedendo verso sud-ovest, infliggendo una dura sconfitta a Fastov alla 25. Panzer-Division e contrastando con efficacia la controffensiva di Žitomir. Alla fine dell'anno le forze sovietiche dopo essere state rafforzate, ripartirono all'offensiva e il 7º Corpo corazzato delle guardie prese parte alla dura campagna invernale nel settore della riva occidentale del Dnepr riconquistando Žitomir, liberando di sorpresa Šepetovka e marciando verso Proskurov e Černovcy.
Al termine della campagna invernale del 1944 il 7º delle guardie venne finalmente ritirato dalla prima linea per essere riequipaggiato e rafforzato insieme alle altre formazioni della 3ª Armata corazzata delle guardie; l'unità del generale Rybalko venne quindi trasferita in blocco nel settore del 1º Fronte Ucraino del maresciallo Konev in Ucraina occidentale per partecipare alla grande offensiva d'estate. L'Offensiva Leopoli-Sandomierz del luglio 1944 fu uno dei più grandi successi del 7º Corpo corazzato delle guardie: impegnata, insieme al 6º delle guardie, nel pericoloso "corridoio di Koltov" le brigate del 7º Corpo, guidate da capi ormai molto esperti e audaci come i colonnelli David Dragunskij (di origine ebraica) e Zachar Slusarenko (due volte Eroe dell'Unione Sovietica), riuscirono nella difficile manovra e sbucarono, dopo aver respinto i contrattacchi delle riserve corazzate tedesche, in campo aperto, aggirando da nord Leopoli e proseguendo l'avanzata verso la Vistola.
Alla fine del mese i carri del 7º delle guardie erano sul grande fiume e contribuirono alla conquista, al consolidamento e alla difesa delle preziose teste di ponte di Sandomierz e Baranów. Dopo duri combattimenti difensivi l'armata corazzata del generale Rybalko, protagonista di questa rapida e riuscita avanzata, venne quindi ritirata nel mese di settembre 1944 per essere riorganizzata in vista del previsto grande balzo verso il cuore della Germania.

### In prima linea fino a Berlino

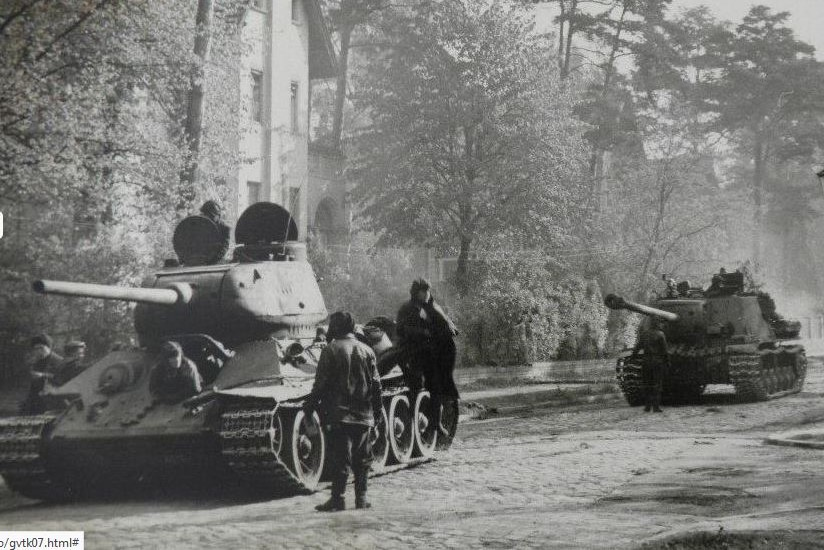
Mezzi corazzati sovietici (carri T-34/85 e cannone semovente ISU-122) del 7º Corpo corazzato delle guardie in azione nella periferia meridionale di Berlino nel aprile 1945.

Il 12 gennaio 1945 l'Armata Rossa sferrava la grande offensiva sul fronte della Vistola che in poche settimane avrebbe sbaragliato le difese tedesche e portato le unità di punta sovietiche fino all'Oder a soli 80 km da Berlino. Il 7º Corpo corazzato delle guardie, sempre inquadrato nella 3ª Armata corazzata delle guardie, a sua volta assegnata al 1º Fronte Ucraino del maresciallo Konev, partecipò all'attacco e manovrò con abilità, respingendo le deboli riserve corazzate tedesche, liberando d'assalto Częstochowa (da parte dei reparti corazzati della 54ª Brigata corazzata delle guardie del maggiore Chorjakov), e poi avanzando in direzione sud-ovest per tagliare fuori la regione industriale della Slesia.
La manovra ebbe pieno successo e permise ai sovietici di impadronirsi di questa ricca regione economica; successivamente il 7º Corpo prese parte alla marcia verso l'Oder e ai duri combattimenti in Sassonia della primavera 1945. Il successivo 16 aprile la 3ª Armata corazzata delle guardie costituì l'elemento di testa dell'ultima offensiva del maresciallo Konev contro la capitale stessa del Reich; il 7º e il 6º Corpo corazzato delle guardie, sollecitati alla massima velocità, effettuarono una rapidissima avanzata a sud di Berlino anticipando le unità del maresciallo Žukov, schierate più a nord.

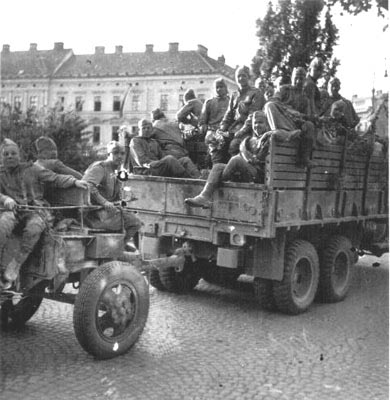
maggio 1945, le truppe dell'Armata Rossa, tra cui il 7º Corpo corazzato delle guardie, avanzano su Praga.

Furono i reparti corazzati del generale Rybalko che raggiunsero per primi la periferia meridionale di Berlino, dopo essere stati dirottati, su ordine diretto di Stalin, verso nord per accelerare le operazioni. Il 7º Corpo corazzato delle guardie avanzò fianco a fianco con il 6º Corpo corazzato nei sobborghi meridionali, impegnandosi in duri scontri cittadini che costarono rilevanti perdite contro la disperata difesa tedesca. Dopo il congiungimento con i reparti dei generali Čujkov e Katukov, appartenenti al fronte di Žukov e alcune aspre controversie tra i reparti dei due fronti per la linea di separazione, alla fine le forze del maresciallo Konev furono fermate per ordine superiore e quindi il 7º Corpo corazzato delle guardie si disimpegnò dall'area berlinese e ritornò a sud. L'ultimo impegno del corpo, sempre affiancato dagli altri reparti della 3ª Armata corazzata delle guardie, sarebbe stata l'audace marcia su Praga che si sarebbe conclusa vittoriosamente il 9 maggio, anticipando le forze americane provenienti da ovest.
Il 7º Corpo corazzato delle guardie coronava in questo modo le sue lunghe, costose e combattute imprese durante la Grande Guerra Patriottica; il corpo venne considerato una delle formazioni più efficienti e preparate dell'Armata Rossa, capace di avanzare rapidamente e di eseguire complessi rischieramenti e manovre strategiche, affrontando spesso con successo le forze corazzate tedesche.
Inquadrato nella famosa 3ª Armata corazzata delle guardie, il 7º delle guardie ottenne grandi successi pur subendo a volte alcune dolorose sconfitte e annoverò tra i suoi ranghi ben 64 Eroi dell'Unione Sovietica. Tra gli ufficiali si distinsero alcuni tra i più celebri e capaci comandanti di unità corazzate emersi dalla Seconda guerra mondiale, tra essi in particolare, oltre al generale Koptsov, David Dragunskij (comandante di origine ebraica della 55ª Brigata corazzata delle guardie), Zachar Slusarenko (comandante della 56ª Brigata corazzata delle guardie), S. V. Chorjakov (comandante della 54ª Brigata corazzata delle guardie), A. A. Golovacev, tutti e quattro premiati per due volte con il titolo di Eroe dell'Unione Sovietica.
Dopo la fine della guerra il 7º Corpo corazzato delle guardie venne trasformato in 7ª Divisione corazzata delle guardie ed assegnato alla potente 3ª Armata d'assalto del Gruppo di forze sovietiche in Germania, schierata in Germania orientale nell'area di Dessau, pronta a passare all'offensiva in direzione della Bassa Sassonia in caso di conflitto contro la NATO. Dopo essere stata tra le unità più preparate e potenti della prima schiera offensiva dell'Armata Rossa per tutto il periodo della Guerra fredda, la 7ª Divisione corazzata delle guardie è stata infine sciolta nel 1990.

## Ordine di battaglia
1942: Offensiva Ostrogorzk-Rossoš (15º Corpo corazzato)
- Quartier generale
- 88ª Brigata corazzata
  - 209º battaglione corazzato
  - 210º battaglione corazzato
  - 88º battaglione fucilieri motorizzato
- 113ª Brigata corazzata
  - 317º battaglione corazzato
  - 318º battaglione corazzato
  - 113º battaglione fucilieri motorizzato
- 195. Brigata corazzata
  - 424º battaglione corazzato
  - 425º battaglione corazzato
  - 195º battaglione fucilieri motorizzato
- 52ª Brigata motorizzata
  - I battaglione fucilieri
  - II battaglione fucilieri
  - III battaglione fucilieri

1943 e 1944: Orël e Offensiva Leopoli-Sandomierz (7º Corpo corazzato delle guardie)
- Quartier generale
- 54ª Brigata corazzata delle guardie (ex-88. Brigata corazzata)
  - I battaglione corazzato
  - II battaglione corazzato
  - III battaglione corazzato
  - 54º battaglione fucilieri motorizzato
- 55ª Brigata corazzata delle guardie (ex-113. Brigata corazzata)
  - I battaglione corazzato
  - II battaglione corazzato
  - III battaglione corazzato
  - 55º battaglione fucilieri motorizzato
- 56ª Brigata corazzata delle guardie (ex-195. Brigata corazzata)
  - I battaglione corazzato
  - II battaglione corazzato
  - III battaglione corazzato
  - 56º battaglione fucilieri motorizzato
- 23ª Brigata motorizzata delle guardie (ex-52. Brigata motorizzata)
  - I battaglione fucilieri motorizzato
  - II battaglione fucilieri motorizzato
  - III battaglione fucilieri motorizzato
  - I battaglione d'artiglieria campale
- 293º reggimento cannoni semoventi delle guardie (SU-76)
- 290º reggimento anticarro delle guardie
- 56º battaglione anticarro delle guardie
- 467º reggimento mortai delle guardie
- 287º reggimento antiaereo delle guardie
- 4º battaglione motociclisti delle guardie
- 121º battaglione logistico
- 439º battaglione trasmissioni
- 89º battaglione sanitario
- 71º battaglione riparazioni
- 96º battaglione riparazioni
  - nel novembre 1943 furono aggiunti:
- 1419º reggimento cannoni semoventi (SU-85)
- 312º reggimento anticarro delle guardie
- 1507º reggimento semoventi (SU-76)
  - nel maggio 1944 furono aggiunti:
- 440º battaglione mortai delle guardie (razzi Katjusa)
- 702º reggimento semoventi (SU-85)
- 1894º reggimento semoventi (SU-76)

1944 e 1945: Invasione della Polonia e della Germania (7º Corpo corazzato delle guardie)
- Quartier generale
- 54ª Brigata corazzata delle guardie (ex-88. Brigata corazzata)
  - I battaglione corazzato
  - II battaglione corazzato
  - III battaglione corazzato
  - 54º battaglione fucilieri motorizzato delle guardie
- 55ª Brigata corazzata delle guardie (ex-113. Brigata corazzata)
  - I battaglione corazzato
  - II battaglione corazzato
  - III battaglione corazzato
  - 55º battaglione fucilieri motorizzato delle guardie
- 56º Brigata corazzata delle guardie (ex-195. Brigata corazzata)
  - I battaglione corazzato
  - II battaglione corazzato
  - III battaglione corazzato
  - 56º battaglione fucilieri motorizzato delle guardie
- 23ª Brigata motorizzata delle guardie (ex-52. Brigata motorizzata)
  - I battaglione fucilieri motorizzato
  - II battaglione fucilieri motorizzato
  - III battaglione fucilieri motorizzato
  - I battaglione d'artiglieria campale
- 384º reggimento cannoni semoventi pesanti delle guardie (ISU-122)
- 702º reggimento cannoni semoventi (SU-85)
- 1419º reggimento cannoni semoventi (SU-76)
- 408º reggimento anticarro
- 467º reggimento mortai delle guardie
- 287º reggimento antiaereo delle guardie
- 440º battaglione mortai delle guardie (razzi Katjusa)
- 4º battaglione motociclisti delle guardie
- 121º battaglione del genio
- 439º battaglione trasmissioni
- 89º battaglione sanitario
- 71º battaglione riparazioni
- 96º battaglione riparazioni

## Comandanti
- Maggiore generale Vasilij Alekseevič Kopstov dal 21.05.1942 al 05.03.1943 (15º Corpo corazzato)
- Maggiore generale Aleksandr Borisovič Lozovskij dal 06.03.1943 al 10.06.1943
- Maggiore generale Filipp Nikitovič Rudkin dall'11.06.1943 al 27.07.1943
- Maggiore generale Filipp Nikitovič Rudkin dal 27.07.1943 al 06.08.1943 (7º Corpo corazzato delle guardie)
- Maggiore generale Kirill Filippovič Sulejkov dal 07.08.1943 al 13.12.1943
- Maggiore generale Sergej Alekseevič Ivanov dal 14.12.1943 al 20.07.1944
- Maggiore generale Vasilij Andreevič Mitrofanov dal 21.07.1944 al 07.10.1944
- Maggiore generale Sergej Alekseevič Ivanov dal 08.10.1944 al 10.04.1945
- Maggiore generale Vasilij Vasileevič Novikov dal 13.04.1945 all'11.05.1945